# Zoe Baker
Zoe Baker (Reino Unido, 29 de febrero de 1976) es una nadadora británica retirada especializada en pruebas de estilo braza corta distancia, donde consiguió ser medallista de bronce mundial en 2003 en los 50 metros estilo braza.

## Carrera deportiva
En el Campeonato Mundial de Natación de 2001 celebrado en Fukuoka, ganó la medalla de bronce en los 50 metros estilo braza, con un tiempo de 31.40 segundos; dos años después, en el Campeonato Mundial de Natación de 2003 celebrado en Barcelona ganó la medalla de bronce en los 50 metros estilo braza, con un tiempo de 31.37 segundos, tras la china Luo Xuejuan (oro con 30.67 segundos) y la australiana Brooke Hanson (plata con 31.13 segundos).